# Konomiya Speranza Osaka-Takatsuki
O Konomiya Speranza Osaka-Takatsuki é um clube de futebol feminino japonês, sediado em Osaka, Japão. A equipe compete na L. League

## História
O clube foi fundado em 1990, sendo um pioneiros do futebol feminino no país, atualmente ele foi englobado como parte do programa de futebol feminino do Gamba Osaka.